# Jazz Jackrabbit Advance
Jazz Jackrabbit este un joc de platformă dezvoltat de Game Titan. A fost lansat în 2002 pentru Game Boy Advance și distribuit de Jaleco, care a preluat licența pentru joc de la Epic Games. Are 24 de niveluri pentru un singur jucător și 11 pentru mai mulți. Este necesară doar o singură casetă pentru un joc în doi. Acțiunea se desfășoară în spațiu, iar povestea nu are legătură cu primele două jocuri din serie. Armele vechi au fost înlocuite cu unele mai realiste, gen blaster, mitralieră și altele. De-a lungul jocului pot fi colecționate arme, credite spațiale cu care cumperi arme sau viață, și vieți (sub forma unui iepuraș verde).

## Jocul
Jazz Jackrabbit este personajul principal și totodată singurul personaj care poate fi selectat. El lucrează la o patrulă intergalactică de poliție numită R.A.B.T. Este capturat de cameleoni. Șeful acestora, Larry the Lazy (română Larry Leneșul) adoarme, dându-i lui Jazz oportunitatea de a scăpa, de a omorî paznicii și în cele din urmă îl învinge și pe Regele Cameleon. Comandantul său, sergentul Margsly, îl trimite în misiune să-l prindă pe inamicul care i-a răpit prietena lui Jazz, în acest joc Zoe Cottontail. Spaz are și el o apariție episodică, în care spune că s-a retras. Îl omoară pe Dark Shell și o eliberează pe Zoe.  